# Michalská (Praha)
Michalská ulice na Starém Městě v Praze spojuje Uhelný trh a Hlavsovu uličku. Dříve vedla až na Staroměstské náměstí, později bylo vyústění zastavěno Richterovými domy. Název dostala podle kostela svatého Michaela archanděla postaveného v 2. polovině 12. století.

## Historie a názvy
Kostel svatého Michaela archanděla byl postaven ve 12. století v románském slohu v kupecké osadě u tržiště, přiléhal k němu hřbitov. Po zrušení hřbitova, ke kterému došlo zřejmě po velkém požáru Prahy, byly náhrobní kameny použity jako stavební materiál na dostavbu poškozených domů, jak dokládá nález v domu č.21. Původní název ulice byl "U svatého Michala", "Za svatým Michalem", dočasně v 60. letech 18. století se nazývala "Melounová" podle domu U Zlatého melouna na čísle 12, pak už má název jen "Michalská". Některé domy mají románské sklepní základy. V období raného a vrcholného středověku, kdy hlavní obytnou čtvrtí byla Malá Strana a okolí Vyšehradu, bylo území okolo Rynku (Staroměstského náměstí) vyhrazeno kupcům a dílnám. V písemných pramenech 12. stol. máme zmínky o soustředění německých kupců do prostoru kolem tržiště. Je zřejmé, že vlastníky budov byli právě z velké části německy mluvící kupci a obchodníci. S provozem tržiště byl spojen i velký přepravní ruch s mnoha povozy. Bylo třeba opravovat sedla a postroje, okovávat koně a vozy - kola povozů se okovávala železnými pláty. Byly tu bednáři, jircháři (kožedělci), jejichž dílny při zpracovávání kůže odporně páchly, a také kováři, kteří pracovali s otevřeným ohněm, který vydával štiplavý kouř. V Michalské ulici byly obě tyto živnosti přítomny. Kovárna byla zřejmě v domě U Zlatého půlkola (Michalská 21) a ve vedlejším domě U železných vrat. Pro svůj provoz používaly dřevěné uhlí, pálené v milíři na nedalekém Uhelném trhu. Většina oken byla orientována do dvora, takže z ulice či náměstí takový dům musel vypadal jako menší pevnost. Uvažuje se, že přízemní část sloužila jako dílna, skladiště a zároveň prostor k obchodním transakcím, v prvním a druhém patře byly soukromé místnosti, kde bydlela rodina.
Pro nebezpečí požárů a zejména po velkém požáru Starého města a Petrské vsi na pravém břehu Prahy roku 1689, kdy shořelo 766 obytných domů, byly kovárny odsunuty za hradby. V průběhu staletí a zejména při regulaci Vltavy se zvedla úroveň chodníku o více než metr, jak je vidět u paty gotického portálu kostela Sv.Michaela Archanděla. Původní přízemní prostory domů v Michalské ulici se staly sklepními prostory, většina domů má tedy dvoupodlažní sklepy.
V 18. a 19. století se Michalská ulice vyprofilovala jako místo s koženým zbožím a kožešinami, kde se dají koupit jelenicové rukavice, norkové či persiánové pláště nebo beránčí kožešiny do kočárů.  

## Budovy, firmy a instituce
- nárožní dům U Červeného raka - Michalská 1 a Uhelný trh[3]
- Dům U Isidorů - Michalská 2, Havelská 1, Uhelný trh 5[4]
- Dům U Zlatého kohouta - Michalská 3 a Vejvodova 12[5]
- Dům U Žluté růže - Michalská 5 a Vejvodova 14[6]
- U Zlaté váhy - Michalská 6 a Havelská 3[7]
- Sedlecký dům - Michalská 7 a Jilská 10[8]
- Dům U Kutovců - Michalská 8 a Havelská 5[9]
- U Finků - Michalská 10, Havelská 7[10]
- Dům U Tří tykví - Michalská 11[11]
- Dům U Zlatého melounu - Michalská 12[12]
- U zlatého říšského jablka - Michalská 15[13]
- U Tří bratří - Michalská 16[14]
- Dům U Železných dveří - Michalská 19 a Jilská 18[15]
- Dům U Červeného orla - Michalská 23, Jilská 22[16]
- U Zlatého půlkola - Michalská 21[17]
- Richtrův dům - Michalská 25 a Malé náměstí 11[18]
- klášter servitů - Michalská 20, 27 a 29[19]